# 엘리사 랜디

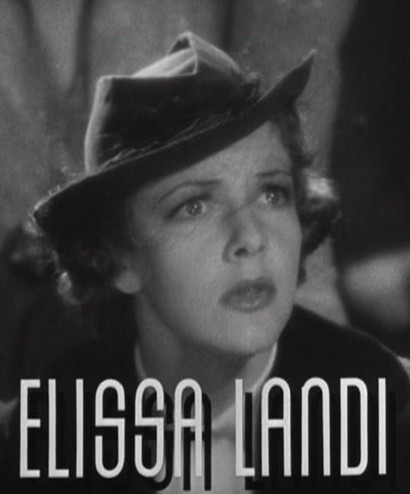

엘리사 랜디(Elisabeth Marie Christine Kühnelt, 1904년 12월 6일 ~ 1948년 10월 21일)는 미국의 작가, 영화배우이다.
베네치아에서 태어났으며 킹스턴에서 사망하였다. 사인은 암이다.

## 영화
- 애프터 더 틴 맨 (1936년)
- 몬테 크리스토 백작 (1934년)
- 육체와 영혼 (1931년)